# Tat'jana Marinenko
Tat'jana Savel'evna Marinenko, in bielorusso Таццяна Савельеўна Марыненка?, in russo Татьяна Савельевна Мариненко? (Sukhoi Bor, 25 gennaio 1920 – Zhartsy, 2 agosto 1942), è stata una partigiana sovietica, ufficiale dei servizi segreti dello NKVD durante la seconda guerra mondiale. È stata dichiarata postuma Eroe dell'Unione Sovietica.

## Biografia
Nacque il 25 gennaio 1920 da una famiglia di contadini bielorussi nel piccolo villaggio di Sukhoi Bor, nell'attuale Bielorussia. Entrò nella Scuola Pedagogica di Polotsk dove si diplomò nel 1939, non molto prima dell'invasione tedesca dell'Unione Sovietica. Lavorò come insegnante in una scuola secondaria nel villaggio di Zelenka a Polotsk ed è stata membro del Komsomol.

## Seconda guerra mondiale

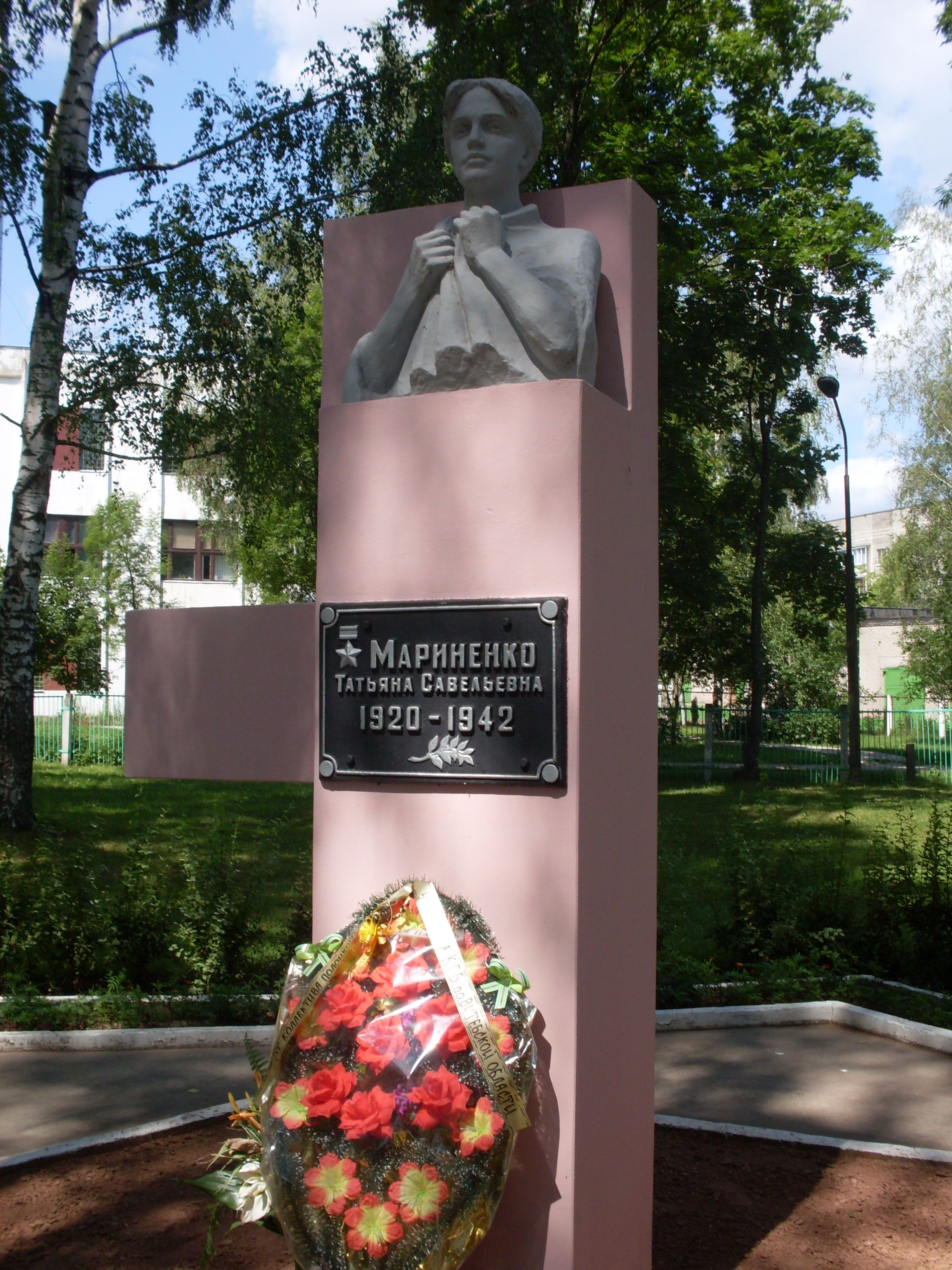
Busto di Tat'jana Marinenko a Polotsk.

Quando i tedeschi invasero e occuparono Polotsk, iniziò a operare come ricognitore per lo NKVD. Con lo pseudonimo "Fiordaliso" (in russo Василёк?) trasmise all'Armata Rossa le informazioni sulla posizione delle guarnigioni e delle truppe nemiche. Fu tradita da un uomo della sua stessa unità, informò i tedeschi delle attività in corso: Tat'jana e suo fratello di 14 anni, partigiano anche lui, furono fucilati dopo tre giorni di interrogatori e torture insieme ad altri 28 abitanti del villaggio che facevano parte della resistenza. Fu sepolta nel villaggio di Zharci.

## Morte e riconoscimento
Tat'jana Marinenko fu insignita del titolo di Eroe dell'Unione Sovietica in occasione del 20º anniversario della fine della guerra, 8 maggio 1965, quando il Soviet Supremo assegnò il titolo ai partigiani e ai soldati caduti in azione le cui imprese erano state rese pubbliche solo dopo la guerra.
A Polotsk è stato realizzato un monumento in sua memoria, oltre a diverse scuole intitolate in suo onore.